# オスロ中央駅
座標: 北緯59度54分40秒 東経10度45分3秒 / 北緯59.91111度 東経10.75083度

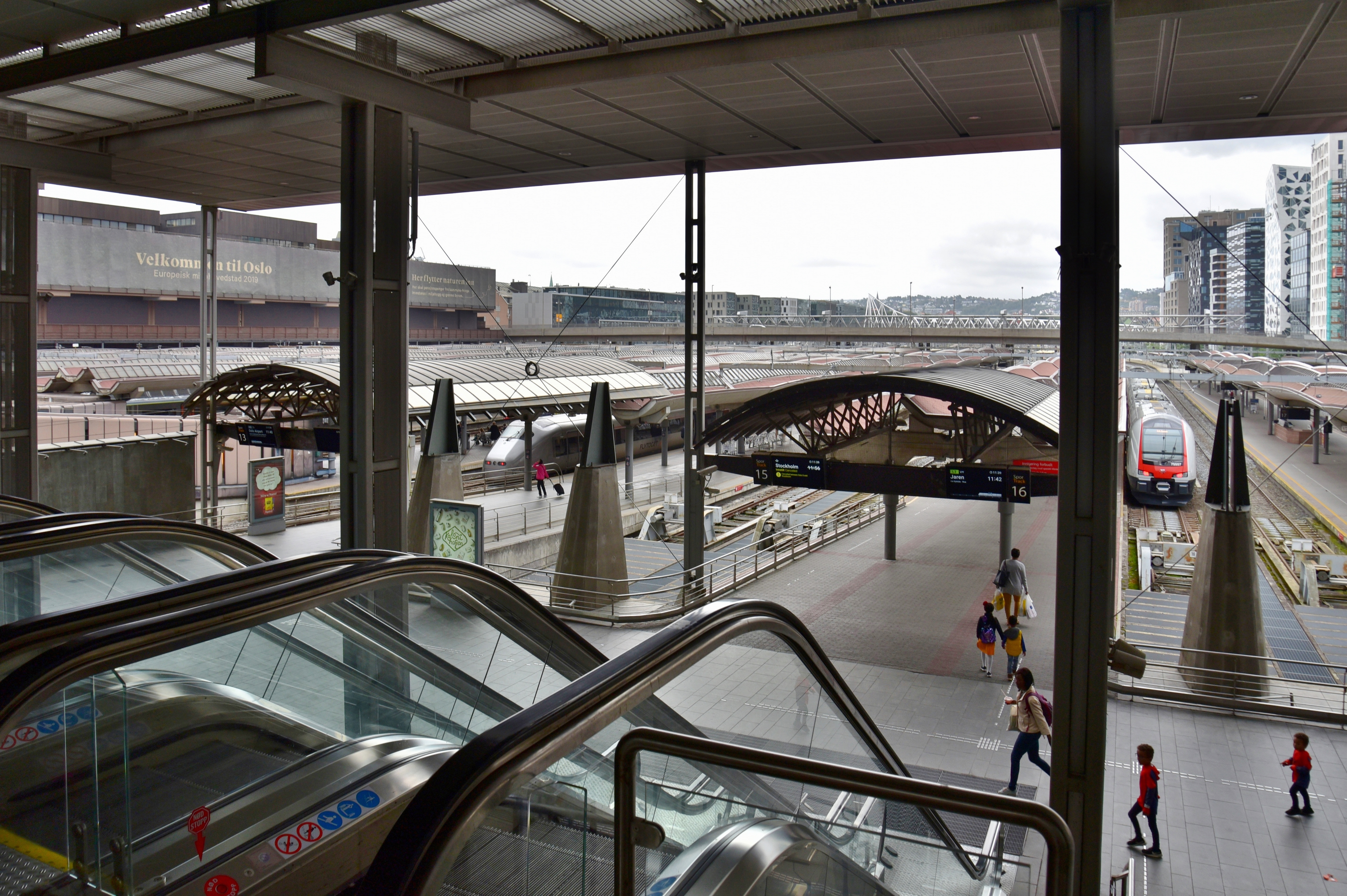
駅舎内から見たプラットフォーム

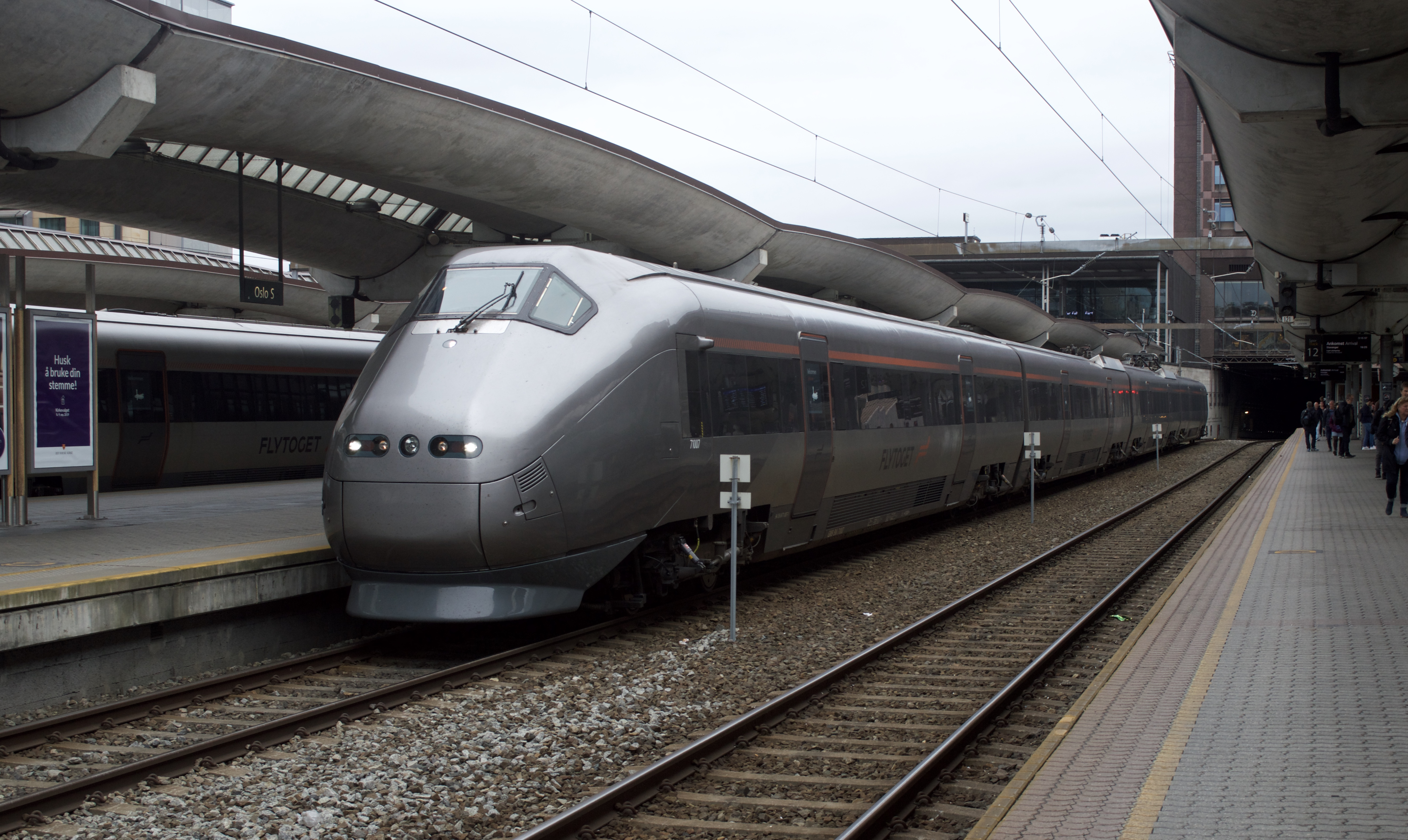
エアポートエキスプレス

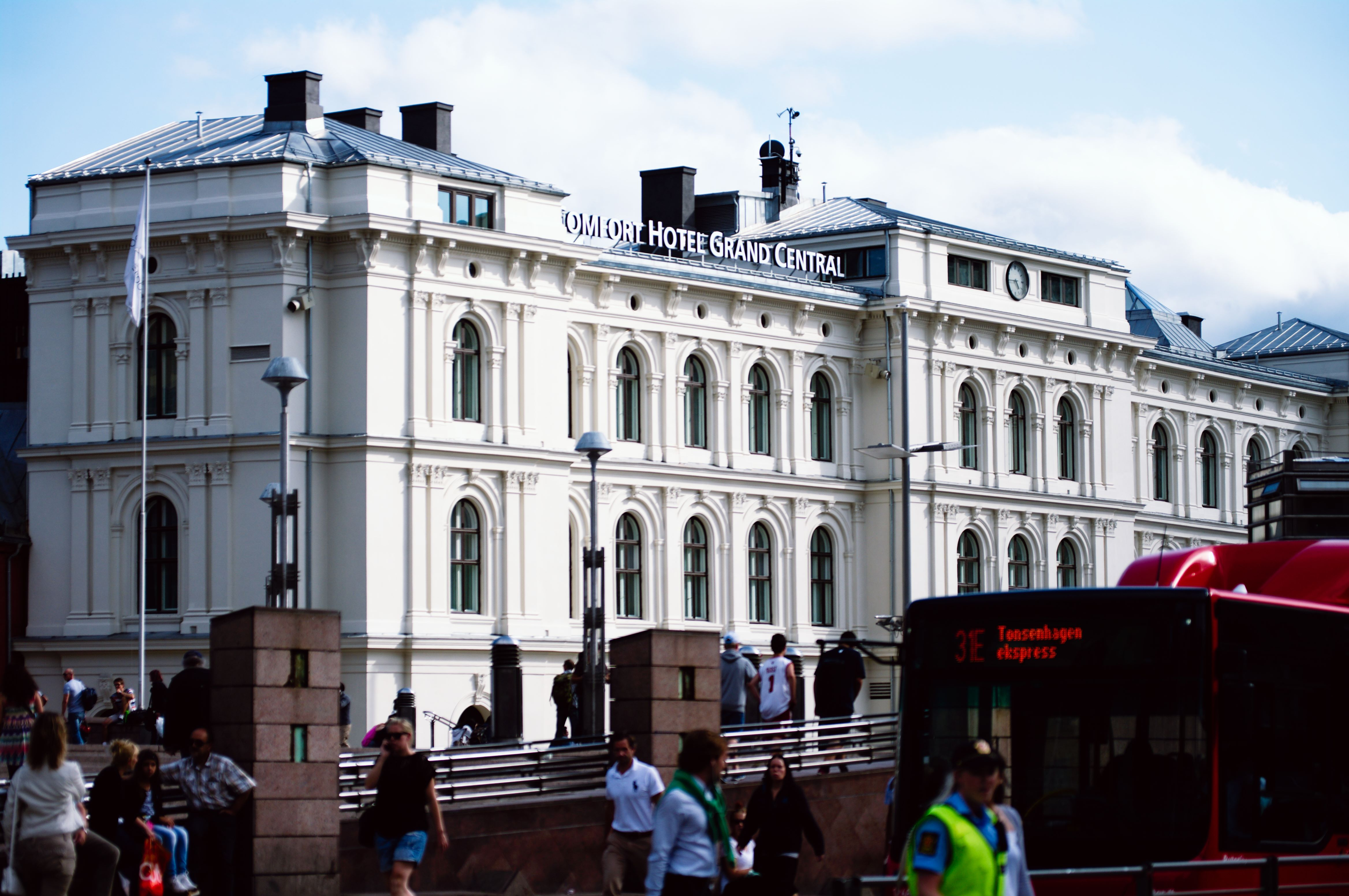
旧駅舎

オスロ中央駅（ノルウェー語: Oslo sentralstasjon）は、ノルウェーの首都オスロにある鉄道駅である。同駅はノルウェー国鉄の路線網では最大の駅で、ドランメン線、ガーデエモン線、ホヴド線、ヨーヴィク線、エストフォル線各線の起終点となるターミナル駅である。オスロ中央駅はノルウェー鉄道庁により所有運営され、開業はオスロトンネルの供用開始が1980年、駅全体の施設の供用開始は1986年で正式開業は1987年である。オスロ中央駅は以前のオスロ東駅があった場所に建てられ、新たに開業したオスロトンネルによりオスロ西駅と結ばれ一体化された。オスロ中央駅は19線あり、そのうち3線はオスロトンネルに続いている。駅舎はもともとあったオスロ東駅のものと、新たに建てられたオスロ中央駅の本屋で構成され、それぞれの建物には大規模なショッピングセンターが立地している。駅前は鉄道広場（ Jernbanetorget）と呼ばれる大きな駅前広場が広がる。

## 歴史

### 二つの駅
最初の鉄道路線であるホヴド線がオスロとアイドスヴォルとの間に1854年開業し、当面のターミナルとしてガムレビエン地区に建てられた。ユングス広場やグリーネルロッカ地区（Grünerløkka）、ヴァテルランド・ブルの提案も含まれていた。1852年に建築設計競技が公示され、リバプールのクラウンストリート駅を基本とした提案が獲得している。駅はアーケル川の東に位置し、都心部にも港にも近くないことから永続的に利用出来るものでないことは明らかであった。1859年、ロエルヴァと港の間とビョルヴィカ地区の土地が購入され貨物部門の駅が拡張された。駅は日に1本から輸送量が増加し、とくに1862年にホヴド線のハーマルへの延伸や、1865年にコングスヴィンゲル線の開業後に伸びている。1872年にアケール・ブリッゲや市庁舎に近いピペルヴィカにオスロでは2つ目のターミナル駅が設けられた。オスロ西駅（ Oslo Vestbanestasjon）が建設され、オスロ-ドランメン間のドランメン線がオスロ中心部への乗り入れが認められた。1907年まで、2km離れた二つのターミナル駅はハヴネ線が建設されるまで鉄道では結ばれていなかった。東駅とドランメン線を結ぶ中央駅の建設が話し合われ、この案にはマヨルシュトゥエン（Majorstuen）とグレフセン（Grefsen）を経由し建設する案が絡んでいた。オスロ西駅はオスロ第二の鉄道駅として残され、ほとんどがブスケルー県、テレマルク県、ヴェストフォル県、ソルランデ線などに使われていた。

### 新しい東線の駅
西駅が開業後、1873年にノルウェーの議会はスウェーデンとの国境のコルンシェ（Kornsjø）からエストフォル県を通りオスロに至る新しい鉄道路線で現在のエストフォル線の建設を決めた。駅の交通量が爆発的に増えることが予想され新しい駅の建設も決められた。ノルウェー国鉄（NSB）の技術者は新しい鉄道駅をアーケル川の西、鉄道広場とビョルヴィカの間に設けたかった。しかし、当時のノルウェー国鉄長官であったカール・アブラハム・ピルとオスロ市との間で論争が高まった。ピルは駅をエストフォル線からは分けたかったが、市は駅を一つの場所に設けたかった。他方、技術者は駅を市街地近くに移動することを主張していた。建築家ゲオルク·アンドレアス·ブルは新しい駅は9線をアーケル川上に設ける4つの提案を作った。1878年、議会はもっとも小さい提案の7線だけの川の上の駅を造ることを決定した。オスロ東駅は1882年に開業している。

### 委員会に次ぐ委員会
しかし、すぐに駅は小さ過ぎるものになってしまった。オスロの人口は1875年から1890年にかけ2倍の150,000人に増え1890年には年間旅客が400,000人から100万人を超えるようになり、小さな駅では手に負えなくなって来た。貨物部門はもっとも深刻で交換には不十分であった。問題の解決の一つとしてエストフォルの路線から駅の中へ高架橋を建設し他の軌道の上に軌道を設けることが提案された。他の問題として1893年に新たにヨーヴィク線の起終点となったことである。いくつかの提案ではグレフセンの駅と一緒にオスロ東駅からマヨルシュトゥエンを経由しオスロ西駅に至る路線がほのめかされていた。議会は1895年にヨーヴィク線をオスロ東駅に向け建設することを決定する。駅の拡張計画が始まり、1896年議会はコンペが公示されサム・エイドが獲得している。主要な案ではロダレンへの貨物を旅客から分離することにあった。提案は1899年に投票にかけられ、70対39の投票で新しい駅は高い計画コストのため遅れた。代わりにもう一つの委員会に他の解決策を見て指名した。委員会は最終的な決定に分けられ、両方とも新しい鉄道を二つの駅の間を接続し市庁舎を通りアーケシュフース城の下にトンネルを設けることが提案された。しかし、再び提案は議会に骨抜きにされエストフォル線とヨーヴィク線の建設と貨物の部分的な変更であった。新しいハヴネ線は二つの駅を結び1907年に開業した。次の大きな委員会は1938年に作られ、中央駅に関するものであった。この計画は初のもので市街地区間全体はすべてトンネルでオスロ西駅からのドランメン線の支線であった。委員会は2つの提案を行い、一つは直に新しい中央駅に行きもう一つは郊外交通はオスロ西駅に行くというものであった。提案ではトンネルは市街地下長さ1,660mのもので、駅のNSBの12階の庁舎建物が含まれていた。当時、市内の14の異なった場所に分かれていた。委員会は1939年12月7日にノルウェー労働省に提案を申し渡している。

### 大戦と計画の変更
第二次世界大戦中の1940年、ヴェーザー演習作戦後の傀儡政権であるクヴィスリング政権がノルウェーの交通計画を掌握し1942年にトイアンプロジェクトと共に計画は変更された。計画ではオスロ東駅とオスロ西駅両方を廃しトイアン地区（Tøyen）に新しい中央駅を造るというもので、すべての郊外交通のディーゼルバスと長距離交通の結節点を造る計画であった。市電と通勤鉄道は廃止されフリーウェーに転換され市の中心部の中央駅の重要性は低下した。委員会とノルウェー国鉄は計画を退けた。戦時中、ドイツの軍隊は全ての鉄道網と車両を搾取し終戦時には鉄道システム全体が疲弊していた。戦後、1946年中央駅の計画がエギル・スントにより作られた。委員会は新しい中央駅の建築コンペを公告し、ジョン・エング（John Engh）のプランが公式認可された。計画は1938年の委員会の物を基本にアルナブル操車場（Alnabru）を拡張し平行して駅を設けるものが追加されている。当局は計画が完成するまで15年を要するであろうと発表した。一つの大きな問題は市街直下を貫くトンネルで、ノルウェー国鉄（NSB）は迅速な輸送のため直線を望んでいたが一方でオスロの大部分は粘土質を含む複雑な地質構造であった。もともとの計画ではオスロ市庁舎付近の駅も含まれていたが、もっと北側のルートが選ばれトンネルの長さは1,802mとなった。計画は1952年に公表されたが、議会を通過するのは難しかった。1959年に計画は改訂され、1960年に新しい委員会が作られた。委員により貨物列車用に3線目をグレフセンとベストゥン間に建設し東西を結ぶことが提案された。また、トンネルを西側に拡張しスカルプスノ-スコイアン間とハヴナ線を廃止しなければならないとされた。新たな計画は1962年議会により認可された。

### 一つの駅
新しい中央駅は1946年のコンペで決まった基本計画を元に若干修正され、オスロ東駅の駅舎はそのまま残された。あらたな駅は19線ありうち3線はオスロトンネルと結ばれている。新しい駅は1979年に着工され1980年よりオスロトンネルの供用が開始された。トンネルには国立劇場駅が作られた。エリセンベルク駅も計画されたが予算不足から一部だけ造られ中止されている。現在のオスロ中央駅は1986年11月27日に供用され、公式には1987年2月12日、ノルウェー国王オーラヴ5世により公式に開業し同時期、オスロ東駅は閉鎖され現在はノルウェー・ノーベル研究所の本拠地となっている。